# Reformierte Kirche Sufers

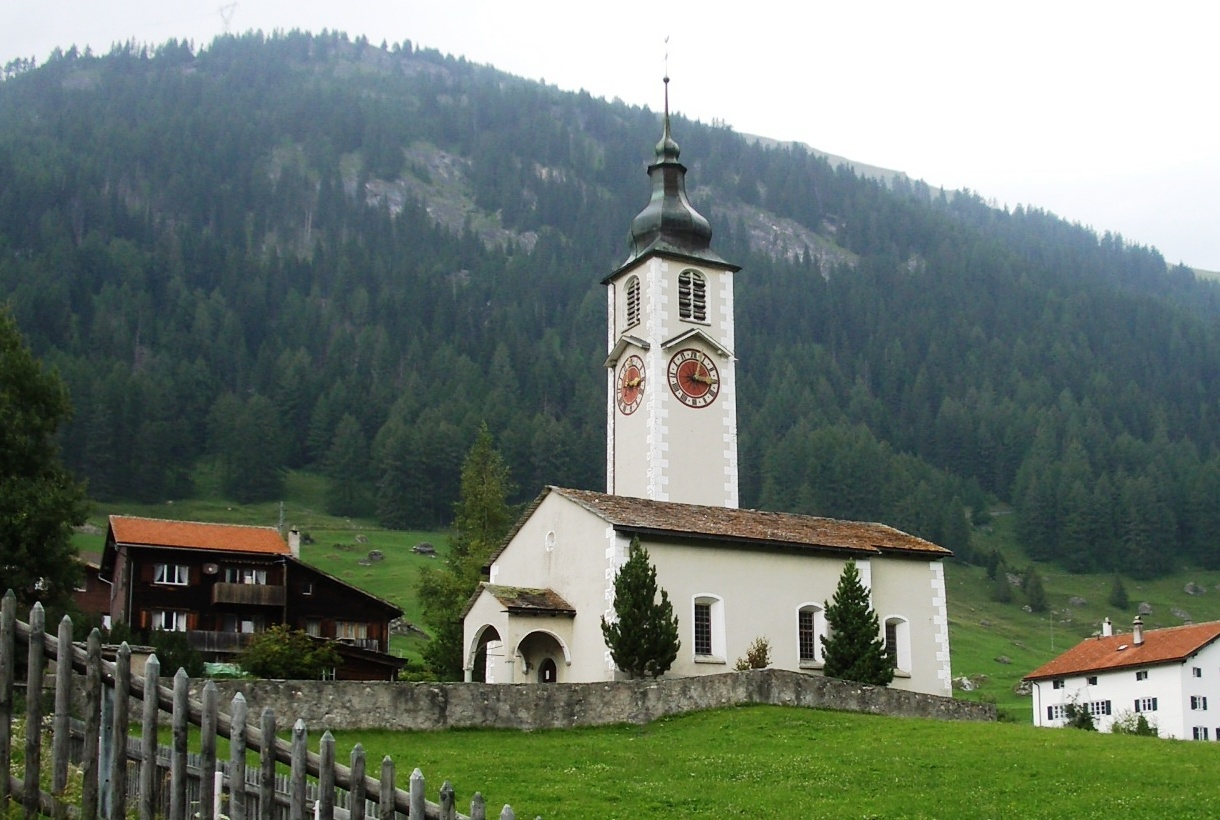
Die reformierte Dorfkirche in Sufers

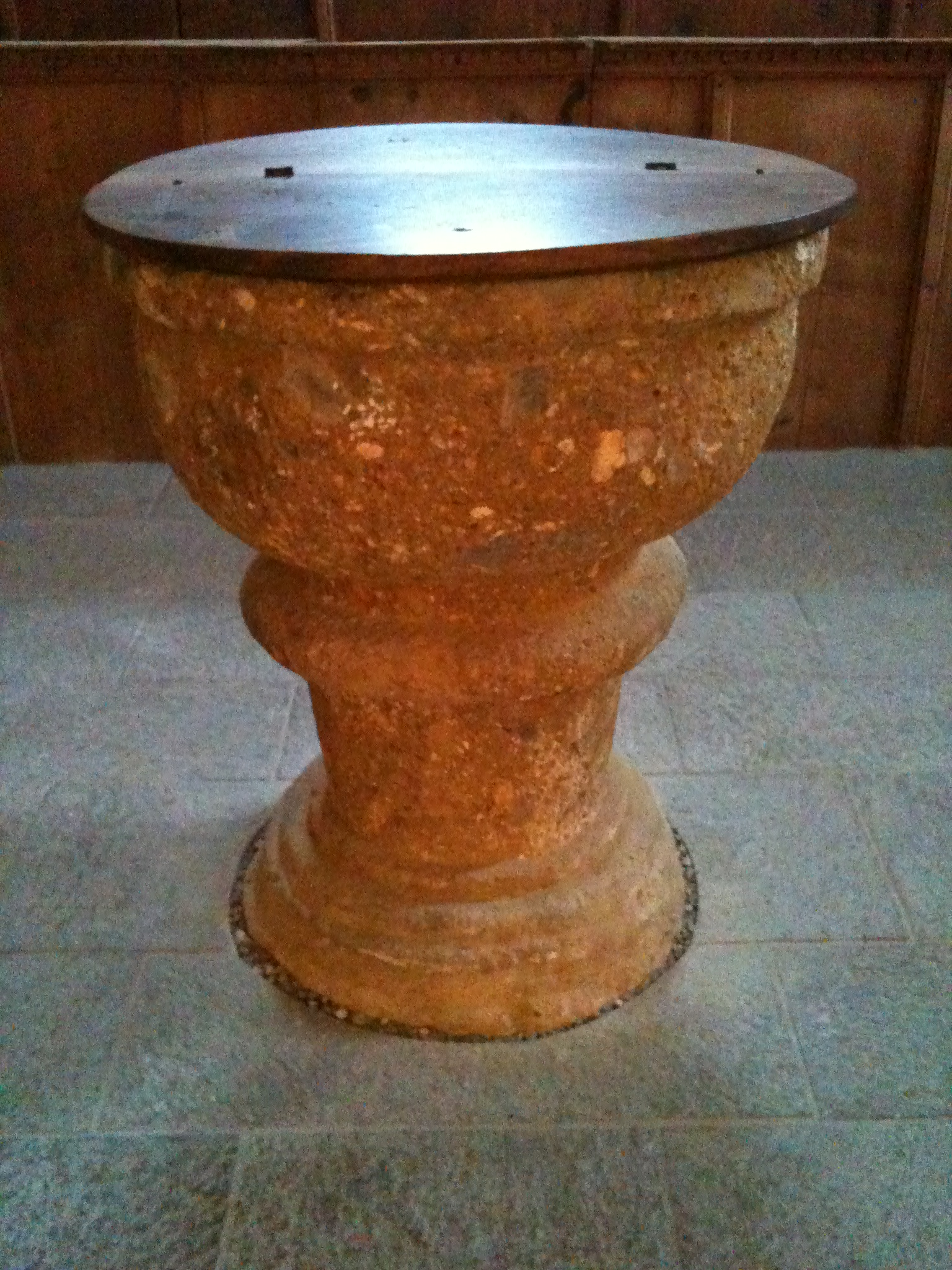
Taufstein in der Kirche Sufers

Die reformierte Kirche in Sufers im Rheinwald ist ein evangelisch-reformiertes Gotteshaus unter dem Denkmalschutz des Kantons Graubünden.

## Geschichte und Ausstattung
Der Kirchenbau im Jahre 841 erfolgte aufgrund einer Stiftung von Lothar I. und stand unter dem Patrozinium von Jesus selbst in seiner Anrufung als Heiland (lateinisch: Salvator).
Die heutige Kirche ist ein geosteter Neubau aus der Anfangszeit der Bündner Wirren (1618–1625) mit einem Turm, dessen im Vergleich zum Kirchenschiff auffallende Breite und dessen spitz zulaufender Zwiebelhelm das Dorfbild prägen.
Im Mittelpunkt des Inneren steht hinter dem zweistufigen Aufgang zum Chor ein steinerner Taufstein, der gemäss reformierter Konfession zugleich als Abendmahlstisch benutzt wird.

## Kirchliche Organisation
Die Evangelisch-reformierte Landeskirche Graubünden führt Sufers als Teil der Kirchgemeinde Rheinwald. 

## Galerie

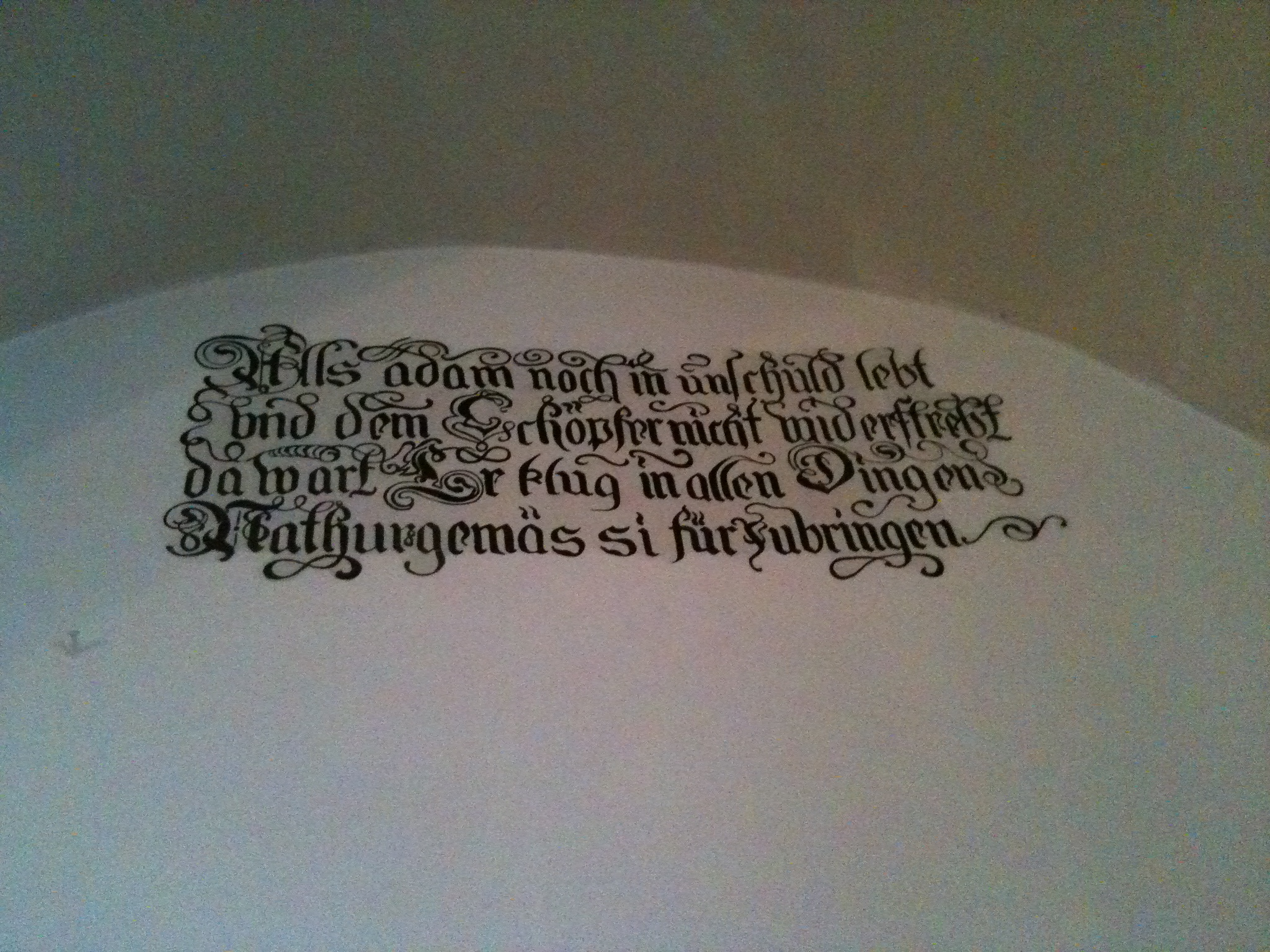
Wandspruch in der Kirche Sufers, auf die Taufe bezogen
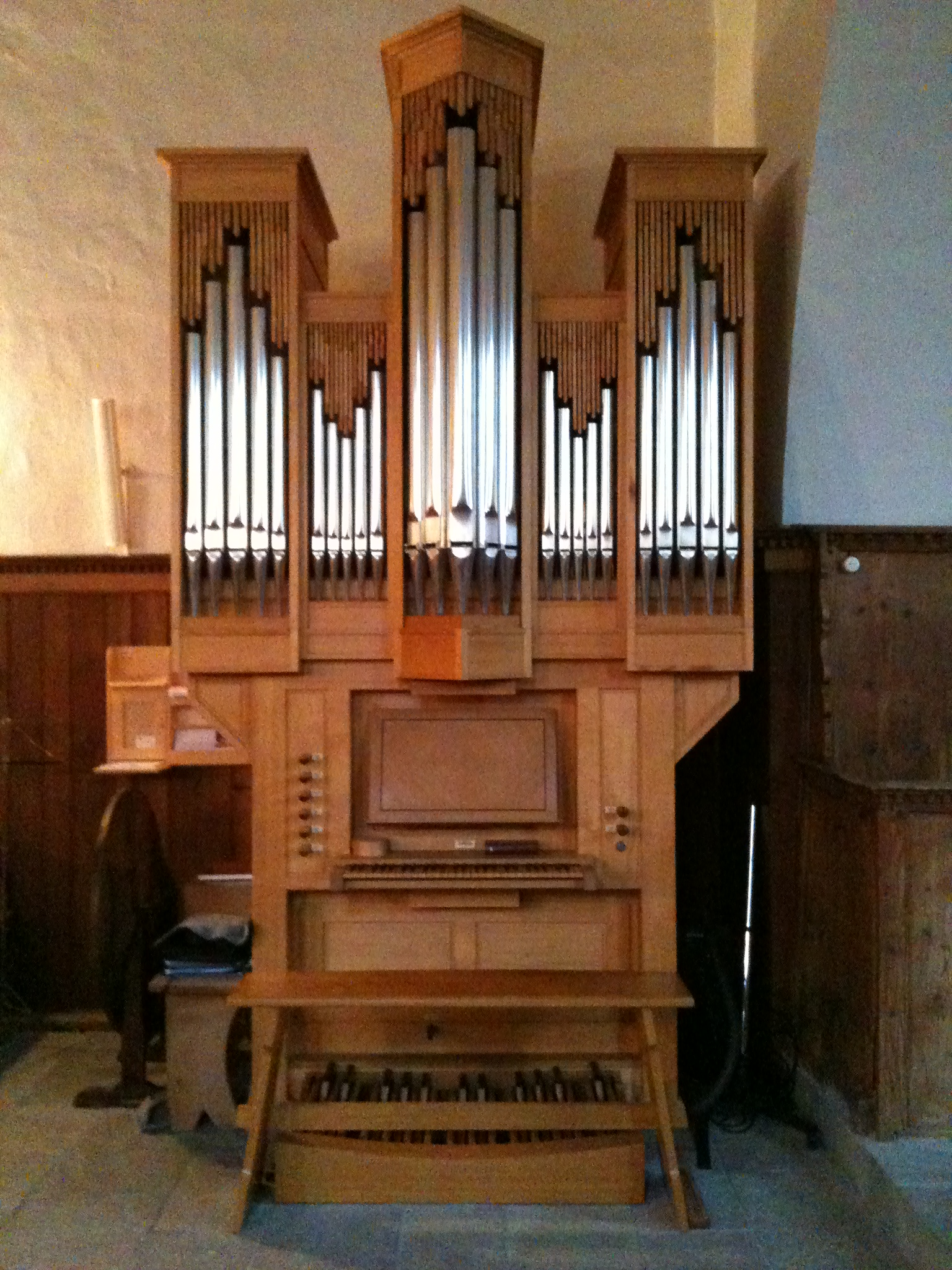
Orgel